# Abeceda demokracije
Abeceda demokracije, poznata još i kao Abeceda demokracije - Abeceda, politička je stranka u Republici Hrvatskoj, osnovana 1995. godine, u Kupincu kraj Zagreba.
Abeceda demokracije djeluje od 1995. godine pod nazivom Hrvatska građansko seljačka stranka. Od 2004. godine ovom nazivu dodaje prefiks "Abeceda demokracije", a na petom Saboru stranke u lipnju 2007. dobiva današnji naziv Abeceda demokracije - Abeceda. Stranka je ustrojena u većini hrvatskih županija, a članstvo, koje je 1997. iznosilo 716 ljudi, do 2009. godine naraslo je na malo više od 6 000. Predsjednik stranke je Stjepan Vujanić koji je određene simpatije u javnosti skupio kada je u predizbornoj emisiji 2011. godine rekao da će oni "najmanje krasti". Za sebe kažu da su moderna stranka koja "prvenstveno predstavlja srednji sloj gradskog i seoskog stanovništva, u nastojanju da Hrvatska postane razvijena i demokratski ustrojena država". Istodobno se pozivaju na političku baštinu Stjepana Radića.
Adresa sjedišta stranke je Poljička 13, Zagreb.

## Vanjske poveznice
Službena stranica stranke  Arhivirana inačica izvorne stranice od 15. listopada 2014. (Wayback Machine)